# Kirchlengern
Kirchlengern és un municipi del districte de Herford, a l'estat de Rin del Nord-Westfàlia, a Alemanya.
És regat per l'Else, i es troba a uns 10 km al nord de Herford.
Kirchlengern és regat per l'Else, i es troba a uns 10 km al nord de Herford.

## Municipis veïns
- Hüllhorst
- Löhne
- Hiddenhausen
- Bünde

## Nuclis
| Nucli              | Habitants (31 des. 2009) | Superfície (km²) | Denistat (hab/km²) | Nuclis de Kirchlengern |
| Häver              | 1.863                    | 5,06             | 368                | Nuclis de Kirchlengern |
| Kirchlengern       | 5.956                    | 9,51             | 626                | Nuclis de Kirchlengern |
| Klosterbauerschaft | 2.482                    | 7,28             | 341                | Nuclis de Kirchlengern |
| Quernheim          | 1.548                    | 3,86             | 401                | Nuclis de Kirchlengern |
| Rehmerloh          | 195                      | 3,03             | 64                 | Nuclis de Kirchlengern |
| Stift Quernheim    | 1.595                    | 1,61             | 991                | Nuclis de Kirchlengern |
| Südlengern         | 3.120                    | 3,43             | 910                | Nuclis de Kirchlengern |